# Live Yardbirds! Featuring Jimmy Page
Live Yardbirds! Featuring Jimmy Page är ett livealbum med The Yardbirds, utgivet 1971. Det spelades in i mars 1968 under en konsert på Anderson Theatre i New York.

## Låtlista
Sida 1
1. "Train Kept A-Rollin'" – 3:10
2. "You're A Better Man Than I" – 6:50
3. "I'm Confused" – 6:47
4. "My Baby" – 3:00

Sida 2
1. "Over, Under, Sideways, Down" – 2:39
2. "Drinking Muddy Water" – 3:16
3. "Shapes of Things" – 2:48
4. "White Summer" – 4:19
5. "I'm a Man" – 11:59